# 李思恭
李思恭（？—886年），本名拓跋思恭，唐朝末年党项族的首领，安抚平下番落使拓跋重建之子。

## 生平
原为夏州（治所在今陕西省靖边北）偏将。咸通（860年—874年）末年据宥州（治所在今内蒙古自治区鄂托克旗），自称刺史。黄巢入长安，拓跋思恭与鄜州（治今陕西富县）李孝昌同誓讨贼，唐僖宗以他为左武卫将军，权知夏绥银节度事。抵达王桥，被黄巢击败，之后与郑畋等四节度同盟，屯兵渭桥。中和二年（882年），皇帝下诏命他为京城西面都统、检校司空、同中书门下平章事。之后进封四面都统，权知京兆尹。黄巢被平后，拓跋思恭兼太子太傅，封夏国公，赐姓李，拜夏州节度使。嗣襄王李煴之乱，僖宗诏命思恭出兵，还没发兵，李思恭卒。乾宁二年（895年），以其弟李思谏为定难节度使、思孝、思敬为保大节度。

## 家族

### 弟弟
- 李思孝
- 李思谏
- 李思敬
- 拓跋思忠
- 李思瑶

### 子
- 李仁祐
- 李成庆
- 李仁福